# Schloß Ricklingen

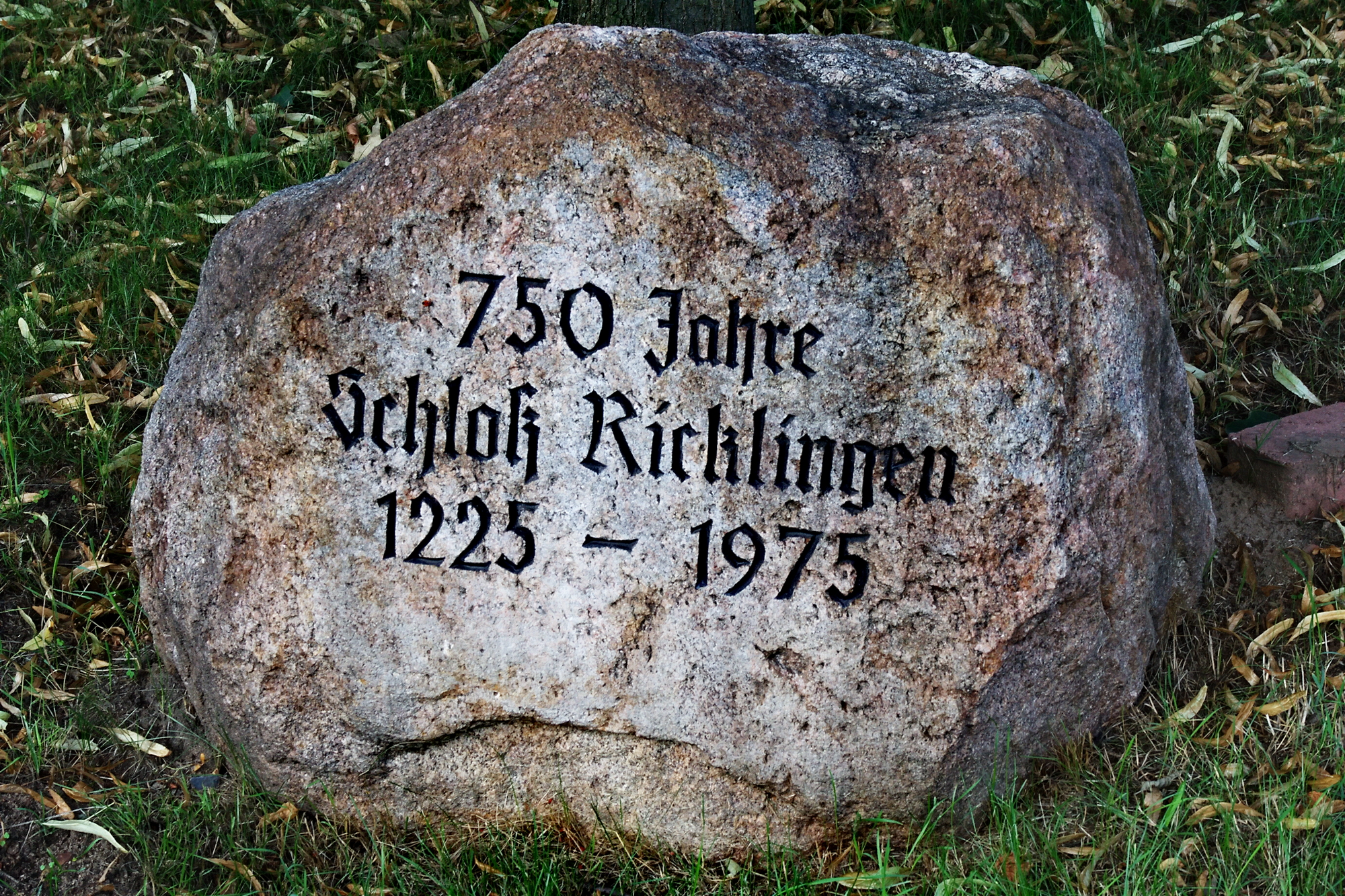
Gedenkstein 750 Jahre Schloß Ricklingen

Schloß Ricklingen  ist ein Stadtteil von Garbsen und liegt etwa 20 km westlich von der niedersächsischen Landeshauptstadt Hannover.

## Geschichte
Der Ortsname leitet sich von der um 1225 durch Graf Konrad II. von Roden an der Leine erbauten Wasserburg ab, aus der später das Schloss Ricklingen als Amtshaus entstand. Der Ort Schloß Ricklingen wurde 1225 erstmalig urkundlich erwähnt und ist der älteste Stadtteil Garbsens. 1975 wurde die 750-Jahr-Feier begangen.
In Schloß Ricklingen wohnte der letzte Kriegsminister des Königreichs Hannover, der General Eberhard Freiherr von Brandis, der auch vor der Barockkirche bestattet wurde.
Am 1. März 1974 wurde die Gemeinde Schloß Ricklingen in die Stadt Garbsen eingegliedert.

## Politik

### Ortsrat
Die Ortschaft Horst besteht aus den Stadtteilen Frielingen, Horst, Meyenfeld und Schloß Ricklingen. Der Ortsrat Horst setzt sich aus neun stimmberechtigten und sechs beratenden Mitgliedern zusammen.
Sitzverteilung nach der Kommunalwahl am 12. September 2021:
- SPD: 2 Sitze
- CDU: 3 Sitze
- Bündnis 90/Die Grünen: 2 Sitze
- Die Unabhängigen: 1 Sitz
- AfD: 1 Sitz

### Ortsbürgermeister
Der Ortsbürgermeister ist Peter Hahne (CDU), er wird vertreten von Daniela Grunwald-Galler (SPD) und Mustafa Yalcinkaya (Bündnis 90/Die Grünen).

### Wappen
Der Entwurf des Wappens von Schloß Ricklingen stammt von dem Heraldiker und Autor Werner Kaemling, der auch die Wappen von Blumenau, Empelde, Wedemark und vielen anderen Ortschaften im Landkreis Hannover entworfen hat. Die Genehmigung des Wappens wurde durch den Regierungspräsidenten in Hannover am 26. April 1961 erteilt.
| Wappen von Schloß Ricklingen | Blasonierung: „In gespaltenem Schild vorn in Rot das silberne Herzog-Albrecht-Denkmal (Ostseite), hinten in Gold ein blauer Schräglinkswellenbalken.“                                                                   |
| Wappen von Schloß Ricklingen | Wappenbegründung: Der Denkmalstein erinnert an eine am Anfang des 14. Jahrhunderts vor den Toren Schloß Ricklingens geschlagene Schlacht, der Wellenbalken symbolisiert die Leine, die unmittelbar am Ort vorbeifließt. |

## Kultur und Sehenswürdigkeiten

### Bauwerke
- Das aus einer mittelalterlichen Wasserburg hervorgegangene Schloss Ricklingen ist der Namensgeber des Ortes. Es diente über Jahrhunderte als Amtshaus, von dem das Amt Ricklingen im Gebiet um das heutige Garbsen verwaltet wurde.
- Im Zentrum von Schloß Ricklingen befindet sich die Kirche Schloß Ricklingen, die 1696 fertiggestellt wurde. Sie zählt zu den schönsten Barockkirchen Norddeutschlands. Die Orgel wurde 2000 von Rudolf Janke hinter dem historischen Prospekt neu gebaut.[8] In unmittelbarer Nachbarschaft der Kirche sind das Gemeindehaus sowie das Pfarrhaus zu finden.
- Das Herzog-Albrecht-Denkmal auf einer natürlichen Erhebung im Ort erinnert an Herzog Albrecht von Sachsen-Wittenberg, der 1385 bei der Belagerung der Burg Ricklingen mit einer Steinschleuder tödlich verwundet wurde.[9]
- Die südwestlich des Ortes verlaufende Leine wird von einer 46 Meter langen Halbparabel-Trägerbrücke aus Stahl überspannt, die 1897 fertiggestellt wurde. 1990 erfolgte eine aufwendige Restaurierung. Die Von-Woyna-Brücke stellt ein Industriedenkmal dar.

### Baudenkmäler
Siehe: Liste der Baudenkmale in Schloß Ricklingen

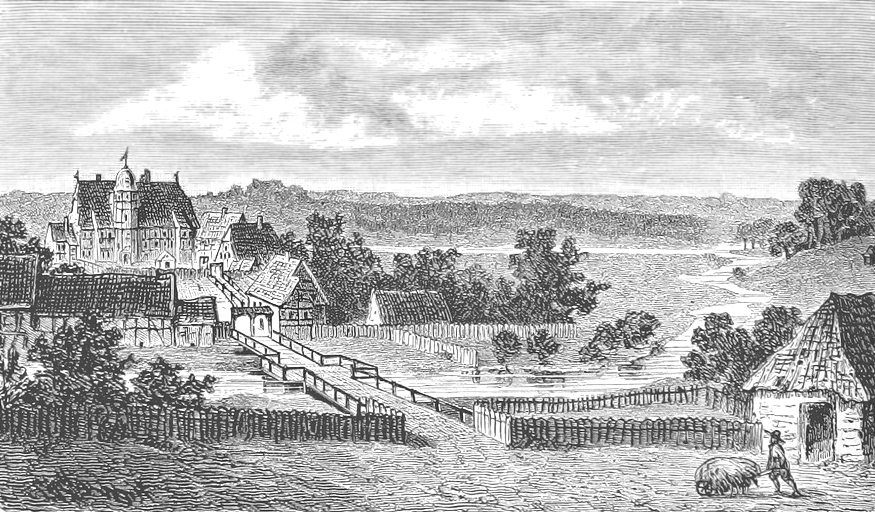
Schloss Ricklingen als Amtshaus in einem Merian-Stich um 1650
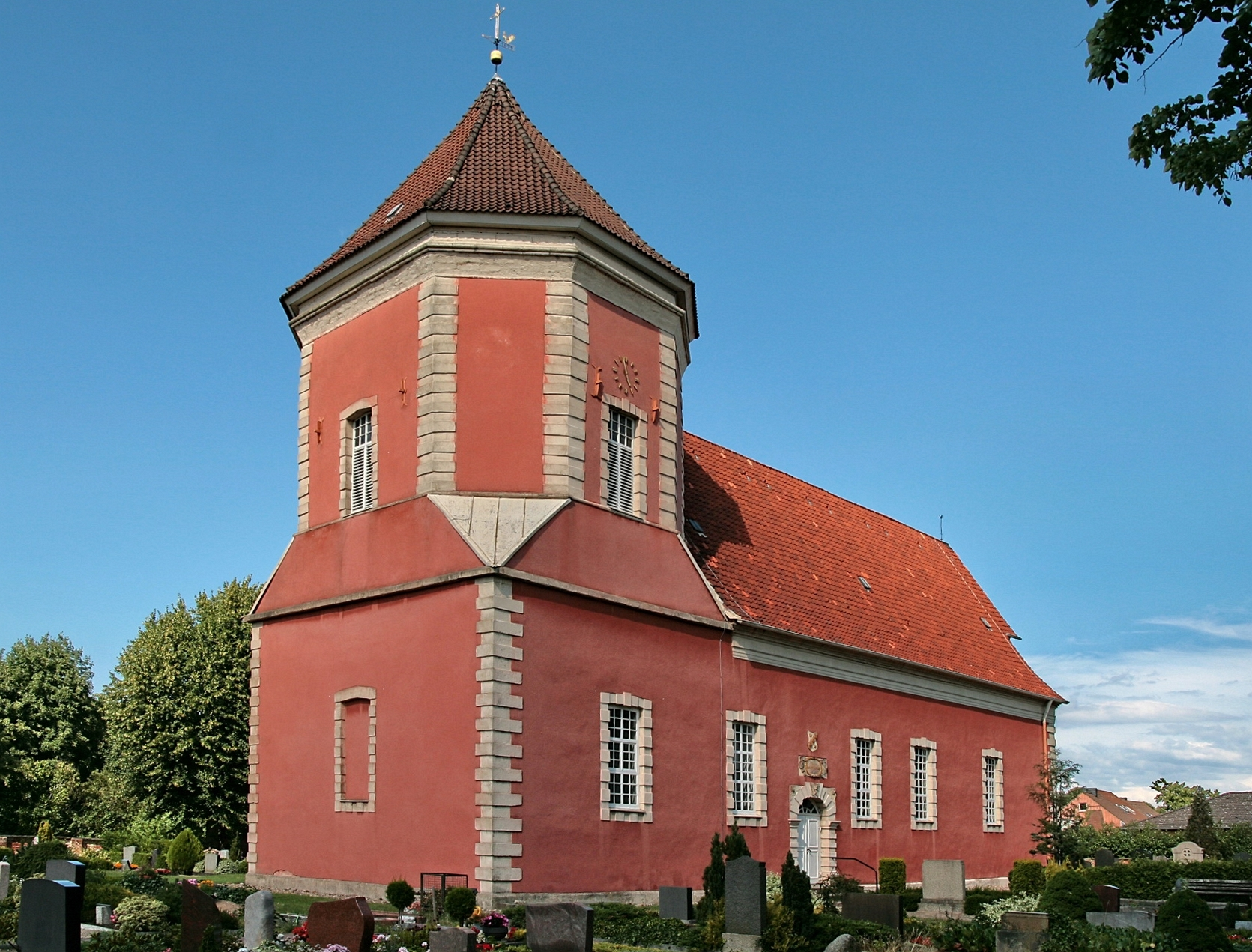
Barock-Kirche Schloß Ricklingen von 1696
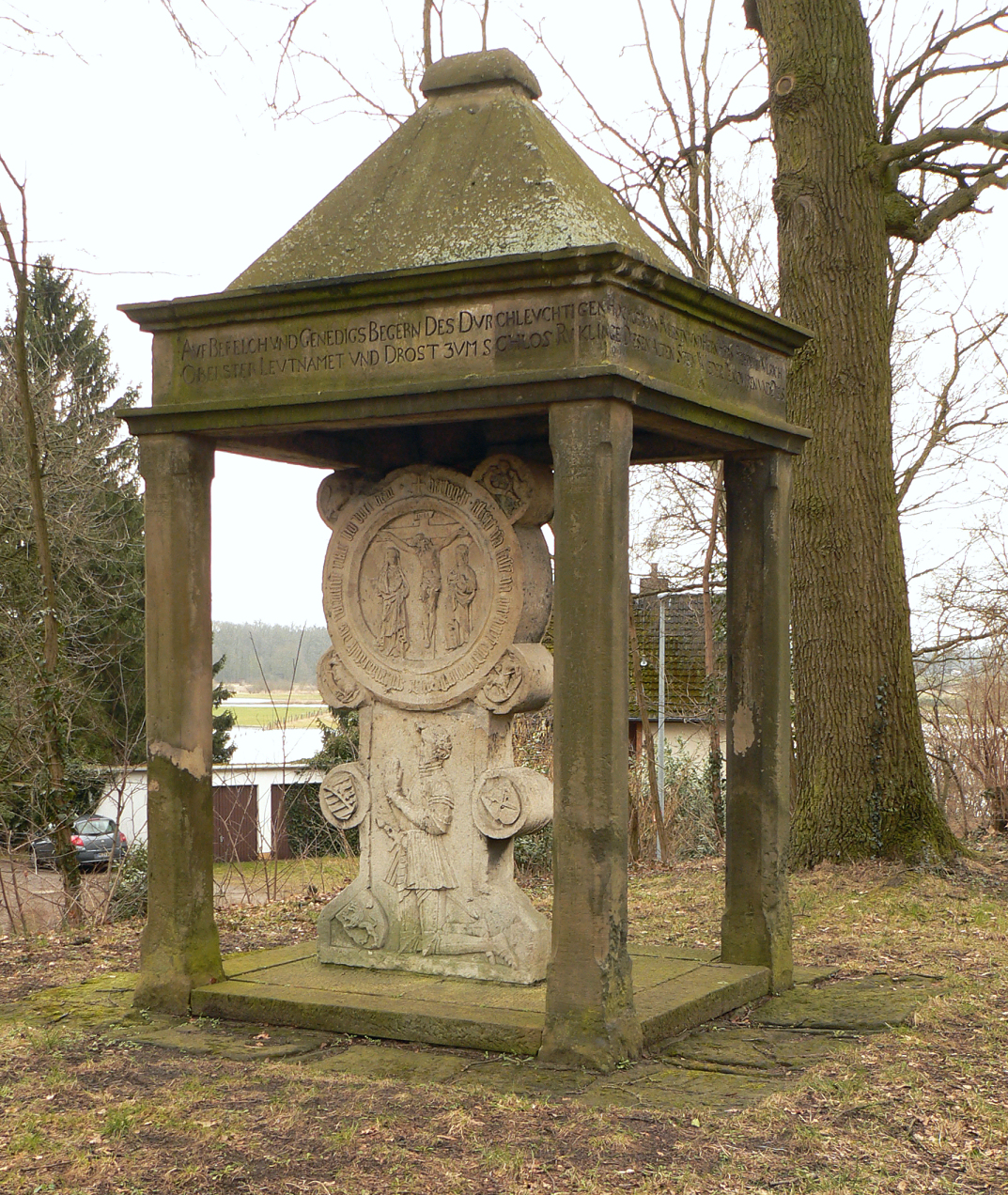
Herzog-Albrecht-Denkmal
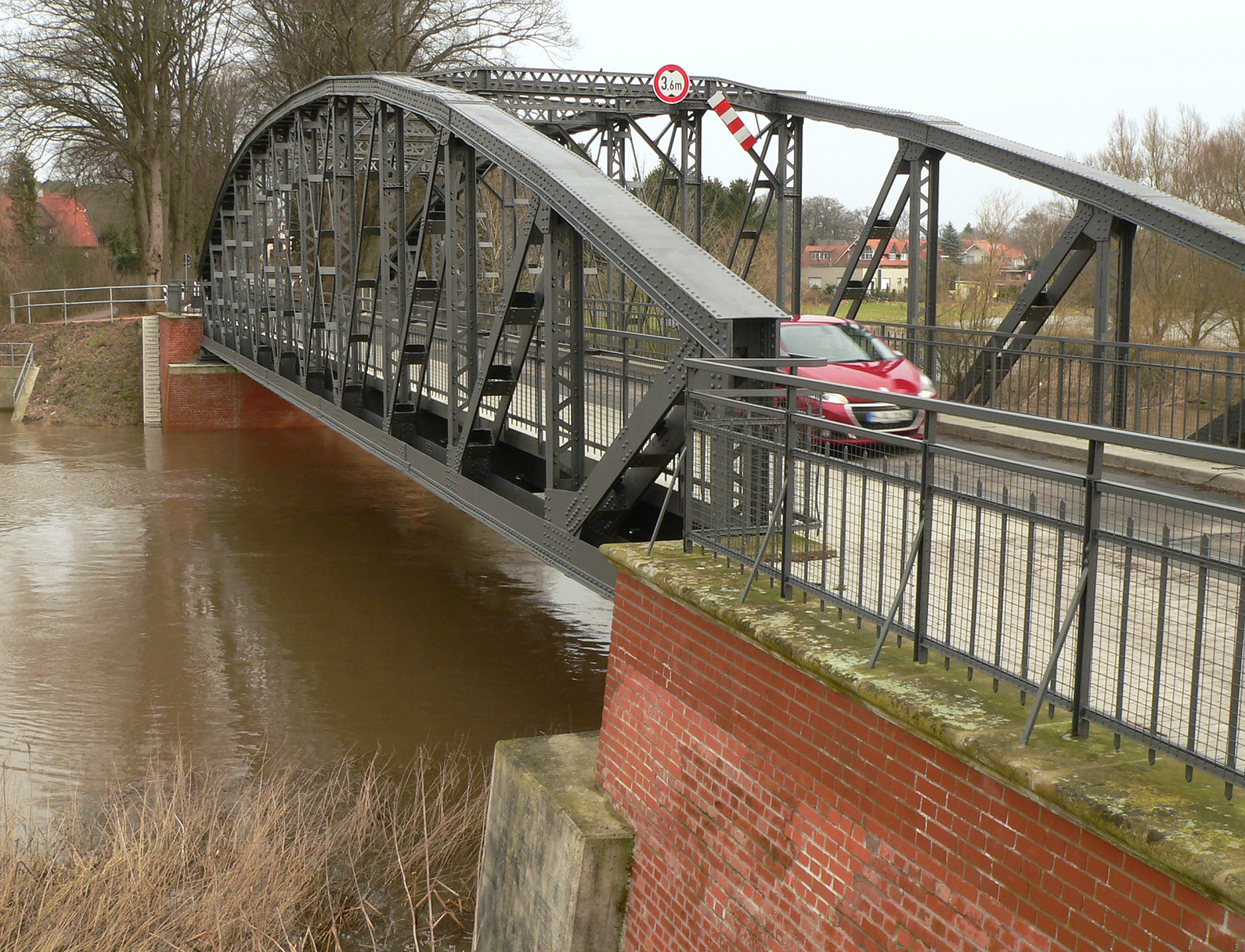
Halbparabel-Trägerbrücke über die Leine

## Wirtschaft und Infrastruktur
In Schloß Ricklingen gibt es eine Grundschule, einen evangelischen Kindergarten, eine Sporthalle, zwei Fußballplätze, eine Tennisanlage, einen Skatepark mit anliegendem Fußballfeld und Spielplatz. Der ansässige Sportverein ist der TSV Schloß Ricklingen.
Schloß Ricklingen ist von Wäldern und Feldern umgeben. Die Einwohnerzahl hat aufgrund der Neubaugebiete eine steigende Tendenz. Die umliegenden Städte Garbsen und Wunstorf sind über die Autobahn A 2, die Bundesstraße 6, die Bundesstraße 441 und im ÖPNV mit S-Bahn, Regionalexpress, Busverkehr oder eine Stadtbahnlinie erreichbar.

## Persönlichkeiten
Söhne und Töchter der Stadt:
- Friedrich Ludwig Christian Cropp (1718–1796), Arzt, Bücher- und Kunstsammler
- Maximilian Eggestein (* 1996), Profi-Fussballer
- Johannes Eggestein (* 1998), Profi-Fussballer